# Dymasius cuneatulus
Dymasius cuneatulus es una especie de escarabajo del género Dymasius, familia Cerambycidae. Fue descrita científicamente por Holzschuh en 2005.
Habita en Malasia (isla de Borneo). Los machos y las hembras miden aproximadamente 19,3-30 mm. El período de vuelo de esta especie ocurre en los meses de febrero, marzo, abril y mayo.